# バイア
バイアとは、ラムをベースとするカクテルであり、冷たいタイプのロングドリンク（ロングカクテル）に分類される。

カクテル名のバイアというのは、スペイン語のbahíaであり、「入り江」を意味する。2種類のラムを使用するという特徴を持つ。

## レシピ
- ラム （ホワイト） ＝ 30ml
- ラム （ダーク） ＝ 15ml
- パイナップル・ジュース ＝ 80ml
- ココナッツ・ミルク ＝ 30ml

### 作り方
2種類のラム、パイナップル・ジュース、ココナッツ・ミルクをシェークして、適量のクラッシュド・アイスを入れたゴブレット（容量300ml程度）に注ぎ、ストローを添えれば完成である。

### 備考
- 適切な形状と大きさに切ったパイナップルや、赤いマラスキーノ・チェリーなどで飾ることもある。
- 使用するグラスは、ゴブレットに限定されず、好きなグラスを使用することができる[1]。ただし、カクテル・グラスのような容量の小さなグラスには作らない。好きなグラスとは言っても、やや大きなグラス（容量300ml程度）が使用される。

## バリエーション
- ベースのラム2種を、ウォッカで置き換えれば、「チチ」となる。
- ベースのラム2種を、1種類のラムで置き換えれば、「ピニャ・コラーダ」（ピニャ・カラーダ）となる。